# Paper Doll
För tv-serien "Paper Dolls" se Modedockorna.
Paper Doll (engelska för "klippdocka") är en amerikansk sång skriven 1915 av John Stewart Black (Johnny S. Black, 1891-1936). Den spelades dock inte in förrän den 18 februari 1942, vilket gjordes av Mills Brothers och sådär två månader senare gav Decca ut den som B-sida på "I'll Be Around". Mottagandet var svagt inledningsvis, men under vintern 1943-1944 ökade populariteten och den låg då etta på Billboards försäljningslista i tolv veckor (6 november till 22 januari - även tvåa i de sex föregående veckorna - från 25 september - och trea i två veckor därefter).
"Paper Doll" har senare även spelats in av, bland andra, Louis Prima (1954), Bing Crosby (1956), Frank Sinatra (1961) och Alice Babs (1950).
Mills Brothers version valdes in i Grammy Hall of Fame 1998.
Texten handlar om sviken/brusten kärlek och refrängen avslutas med "I'd rather have a paper doll to call my own, than have a fickle-minded real live girl".
"Paper Doll", speciellt Mills Brothers version, har även används som soundtrack i filmer som Arkebuseringen av menige Slovik (1974) och The Majestic (2001).